# První vláda Mikuláše Dzurindy
První vláda Mikuláše Dzurindy byla v letech 1998–2002 vláda na Slovensku. Vznikla po parlamentních volbách, které se uskutečnily 25. a 26. září 1998.
Předsedou vlády byl Mikuláš Dzurinda. Ačkoli parlamentní volby vyhrálo Hnutie za demokratické Slovensko v čele s Vladimírem Mečiarem, vládu tvořila široká koalice Slovenské demokratické koalície, Strany demokratickej ľavice, Strany maďarskej koalície a Strany občianskeho porozumenia. Tato vláda získala označení „Vláda změny“, což byl také slogan z volební kampaně SDK.
Vláda měla 20 členů, z nichž původně 9 ovládala SDK, 6 SDĽ, 3 SMK a 2 SOP. Později byl poměr změněn na 8:6:4:2.
Vládní koalice měla v parlamentu drtivou většinu poslanců, díky své třípětinové většině se jí tak podařilo například prosadit návrh zákona na přímou volbu prezidenta.

## Složení vlády
| Úřad                                                                 | Člen vlády           | Strana | Strana           | Nástup do úřadu   | Odchod z úřadu    |
| -------------------------------------------------------------------- | -------------------- | ------ | ---------------- | ----------------- | ----------------- |
| Předseda vlády                                                       | Mikuláš Dzurinda     |        | SDKÚ (dříve SDK) | 30. října 1998    | 15. října 2002    |
| Místopředseda vlády pro ekonomiku                                    | Ivan Mikloš          |        | SDKÚ (dříve SDK) | 30. října 1998    | 15. října 2002    |
| Místopředseda vlády pro legislativu                                  | Ľubomír Fogaš        |        | SDĽ              | 30. října 1998    | 15. října 2002    |
| Místopředseda(kyně) vlády pro evropskou integraci                    | Mária Kadlečíková    |        | SOP              | 30. října 1998    | 4. května 2001    |
| Místopředseda(kyně) vlády pro evropskou integraci                    | Pavol Hamžík         |        | SOP              | 30. května 2001   | 15. října 2002    |
| Místopředseda vlády pro lidská a menšinová práva a regionální rozvoj | Pál Csáky            |        | SMK              | 30. října 1998    | 15. října 2002    |
| Ministr zahraničních věcí                                            | Eduard Kukan         |        | SDKÚ (dříve SDK) | 30. října 1998    | 15. října 2002    |
| Ministr hospodářství                                                 | Ľudovít Černák       |        | SDK              | 30. října 1998    | 20. října 1999    |
| Ministr hospodářství                                                 | Ľubomír Harach       |        | SDK              | 21. října 1999    | 15. října 2002    |
| Ministr obrany                                                       | Pavol Kanis          |        | SDĽ              | 30. října 1998    | 2. ledna 2001     |
| Ministr obrany                                                       | Jozef Stank          |        | SDĽ              | 2. ledna 2001     | 15. října 2002    |
| Ministr vnitra                                                       | Ladislav Pittner     |        | SDKÚ (dříve SDK) | 30. října 1998    | 14. května 2001   |
| Ministr vnitra                                                       | Ivan Šimko           |        | SDKÚ             | 14. května 2001   | 15. října 2002    |
| Ministr(yně) financí                                                 | Brigita Schmögnerová |        | SDĽ              | 30. října 1998    | 29. ledna 2002    |
| Ministr(yně) financí                                                 | František Hajnovič   |        | SDĽ              | 29. ledna 2002    | 15. října 2002    |
| Ministr kultury                                                      | Milan Kňažko         |        | SDKÚ (dříve SDK) | 30. října 1998    | 15. října 2002    |
| Ministryně pro správu a privatizaci národního majetku                | Mária Machová        |        | SOP              | 30. října 1998    | 15. října 2002    |
| Ministr zdravotnictví                                                | Tibor Šagát          |        | SDK              | 30. října 1998    | 10. července 2000 |
| Ministr zdravotnictví                                                | Roman Kováč          |        | SDK              | 10. července 2000 | 15. října 2002    |
| Ministr školství, vědy, výzkumu a sportu                             | Milan Ftáčnik        |        | SDĽ              | 30. října 1998    | 18. dubna 2002    |
| Ministr školství, vědy, výzkumu a sportu                             | Peter Ponický        |        | SDĽ              | 18. dubna 2002    | 15. října 2002    |
| Ministr spravedlnosti                                                | Ján Čarnogurský      |        | SDK              | 30. října 1998    | 15. října 2002    |
| Ministr práce, sociálních věcí a rodiny                              | Peter Magvaši        |        | SDĽ              | 30. října 1998    | 15. října 2002    |
| Ministr životního prostředí                                          | László Miklós        |        | SMK              | 30. října 1998    | 15. října 2002    |
| Ministr zemědělství a rozvoje venkova                                | Pavel Koncoš         |        | SDĽ              | 30. října 1998    | 15. října 2002    |
| Ministr dopravy, pošt a telekomunikací                               | Gabriel Palacka      |        | SDK              | 30. října 1998    | 11. srpna 1999    |
| Ministr dopravy, pošt a telekomunikací                               | Jozef Macejko        |        | SDKÚ (dříve SDK) | 12. srpna 1999    | 22. června 2002   |
| Ministr dopravy, pošt a telekomunikací                               | Ivan Mikloš          |        | SDKÚ             | 22. června 2002   | 15. října 2002    |
| Ministr výstavby a regionálního rozvoje                              | István Harna         |        | SMK              | 30. října 1998    | 15. října 2002    |

### Počet členů podle navrhujících subjektů
| - SDKÚ | 8 |
| - SDĽ  | 6 |
| - SMK  | 4 |
| - SOP  | 2 |

### Ministři za SDK
Samotná SDK byla před svým založením původně zamýšlena jako koalice stran DÚ, KDH, DS, SDSS a SZS. Nakonec však došlo k založení strany nové a její noví členové ze svých původních stran formálně vystoupili.
Ministři za SDK, původně členové DÚEduard Kukan, Ľudovít Černák, Ľubomír Harach, Milan Kňažko, Tibor Šagát, Roman Kováč
Ministři za SDK, původně členové KDHMikuláš Dzurinda, Ladislav Pittner, Ivan Šimko, Ján Čarnogurský, Gabriel Palacka
Ministr za SDK, původně člen DSIvan Mikloš